# Szlak Dwudziestopięciolecia PTTK
Szlak Dwudziestopięciolecia PTTK – zielony znakowany szlak turystyczny w województwie śląskim, przebiegający przez tereny Wyżyny Śląskiej, wytyczony w kształcie pętli, zaczynający się i kończąc przy Parku Śląskim (Wojewódzkim Parku Kultury i Wypoczynku w Chorzowie). Łączy wiele miast Górnego Śląska i Zagłębia Dąbrowskiego: Chorzów, Siemianowice Śląskie, Będzin, Dąbrowę Górniczą, Sosnowiec, Jaworzno, Rude Śląską, Katowice. Przebiega przez liczne tereny zielone: lasy, parki. Całkowita długość to 116 km (119,8 km wg. śladu GPX). Przewidywany czas przejścia wynosi 31 godz. i 30 min. Suma podejść: 987 m. Suma zejść: 985 m. 

## Przebieg szlaku
Ważniejsze miejsca historyczne na szlaku oraz atrakcje turystyczne:
- Chorzów
  - Park Śląski
- Siemianowice Śląskie
  - Zespół Pałacowy
  - Park Pszczelnik
- Czeladź
  - Park Grabek
  - Rynek (Stare Miasto)
- Będzin
  - Las Grodziecki
- Dąbrowa Górnicza
  - Park Zielona[5]
  - Zbiornik Pogoria III, II, I[5]
  - Wzgórze Gołonoskie
- Sosnowiec
  - Park im. Jacka Kuronia
  - Balaton[5]
  - Maczki[5]
  - Torfowisko Bory
- Sławków
  - Las Sławkowski
  - Biała Przemsza
- Jaworzno
  - Kamieniołom Sadowa Góra
  - Rezerwat Sasanki
  - Staw Łęg
- Mysłowice
  - Kąt Trzech Cesarzy
  - Przemsza
  - Park Słupna
  - Park Bolina
- Katowice, 
  - Zespół przyrodniczo-krajobrazowy „Źródła Kłodnicy”
  - Lasy Murckowskie,
  - Staw Janina,
  - Lasy Panewnickie[1]
- Ruda Śląska
- Katowice
  - Czarny Staw
  - Uroczysko Buczyna
  - Staw Maroko
  - Skwer Józefa Kidonia (oś. Tysiąclecia)
- Chorzów 
  - Park Śląski